# Hofanlage Neuenfelder Straße 8
Die Hofanlage Neuenfelder Straße 8, Ecke Im Winkel, in der niedersächsischen Stadt Osterholz-Scharmbeck-Pennigbüttel im Landkreis Osterholz stammt vom Ende des 18. und Anfang des 19. Jahrhunderts. Aktuell (2025) wird sie zum Wohnen genutzt.
Die Gebäude stehen unter Denkmalschutz (siehe auch Liste der Baudenkmale in Osterholz-Scharmbeck).

## Geschichte und Beschreibung
Das 1216 erstmals erwähnte Dorf Penningbüttel auf der Osterholzer Geest am Rande des Teufelsmoores war im 18./19. Jahrhundert durch die Landwirtschaft geprägt.
Die  Hofanlage besteht aus
- dem eingeschossigen giebelständigen Wohn- und Wirtschaftsgebäude als Zweiständer-Hallenhaus von um 1790  in Fachwerk mit Steinausfachungen, mit reetgedecktem Satteldach mit Uhlenloch, Pferdeköpfen und der Grooten Door mit geradem Abschluss; der Wohnteil wurde wohl Anfang des 20. Jahrhunderts bei einer Sanierung massiv verlängert,[2]
- der traufständigen Scheune vom um 1810 in Fachwerk mit Steinausfachungen und teilweise verbrettert und reetgedecktem Walmdach sowie mit Quereinfahrten,[3]
- dem Baumbestand westlich und nördlich des Wohn- und Wirtschaftsgebäudes bis zur nördlichen Grundstücksgrenze.[4]

Das Landesdenkmalamt befand u. a.: „… ganz typisch ist sie mit traufständigem Wohn-/Wirtschaftsgebäude, firstparallel dazu stehender Scheune und altem Baumbestand …“